# Jardim Santo-António
O Jardim Santo-António, localizado na cidade de Viseu, é um jardim público construído em 1918, que integra a Rede de Jardins Históricos de Portugal. O mobiliário urbano é inspirado no Parque Maria Luísa de Sevilha e foi colocado nos anos 30. Os azulejos presentes neste mobiliário foram recuperados em 2018.
É um jardim sensorial, com um canteiro de olfacto e um canteiro de tacto, adaptados para os vistantes invisuais.